# 大伴狭手彦
大伴 狭手彦（おおとも の さてひこ）は、古墳時代後期の豪族。佐弖彦、佐提比古郎子とも表記される。カバネは連。大伴金村の三男。『新撰姓氏録』によれば道臣命（大伴氏祖）の十世孫とされる。

## 経歴
『日本書紀』によれば、宣化天皇2年（537年?）10月、新羅が任那を侵攻したため、朝鮮に派遣されて任那を鎮めて百済を救った。また同書によると、欽明天皇23年（562年?）8月、大将軍として兵数万を率いて高句麗を討伐、多数の珍宝を獲て帰還したという（一本には欽明天皇11年（550年?）とする）。
これらとほぼ同様の伝えは『日本三代実録』貞観3年（861年）の記事にも見えており、狭手彦の献じた高句麗の囚が山城国の狛人の祖となったという。
そのほか、『肥前国風土記』松浦郡条、『万葉集』巻5には、狭手彦と弟日姫子（松浦佐用姫）との悲話が載せられている。

## 後裔氏族
『新撰姓氏録』には、次の氏族が後裔として記載されている。
- 神別 左京 大伴連 - 道臣命十世孫の佐弖彦の後。
- 神別 左京 榎本連 - 道臣命十世孫の佐弖彦の後。